# Campionato norvegese di pallavolo femminile
Il campionato norvegese di pallavolo femminile è un insieme di tornei pallavolistici per squadre di club norvegesi, istituiti dalla Federazione pallavolistica della Norvegia.

## Struttura
- Campionati nazionali professionistici:

Eliteserien: a girone unico, partecipano otto squadre.
- Campionati nazionali non professionistici:

1. divisjon: a due gironi, partecipano quattordici squadre;
2. divisjon: a otto gironi, partecipano ? squadre;
3. divisjon: a otto gironi, partecipano ? squadre;
4. divisjon: a girone unico, partecipano quattordici squadre.